# Banco Porcupine

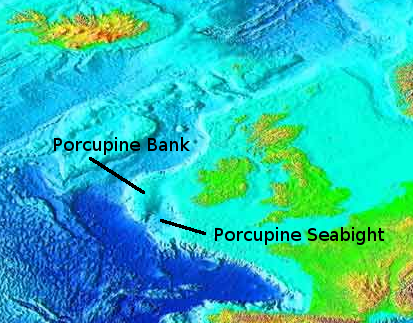
Batimetria dell'Atlantico nord-orientale, con il Banco Porcupine e il Bacino Porcupine etichettati.

Il Banco Porcupine è un banco di sabbia del fondale irlandese, ai margini dell'Oceano Atlantico a circa 200 chilometri (120 miglia) ovest dall'Irlanda. L'area relativamente sollevata dal fondale, 200 metri sotto il livello del mare al suo apice, si trova tra il profondo Bacino Porcupine e il Bacino Rockall. 

## Storia
Il nome deriva dalla scoperta del banco nel 1862 da parte della HMS Porcupine, un battello a vapore britannico utilizzato principalmente per il rilevamento. Le pendici settentrionali e occidentali del banco presentano specie di coralli d'acqua fredda. Secondo il dottor Anthony Grehan della Università Nazionale d'Irlanda, a Galway, il sito - praticamente intatto - potrebbe favorire la riduzione degli stock ittici e possibilmente aiutare la ricerca medica. In un documento del 1870 presentato alla Società Geologica d'Irlanda, un certo W. Fraser suggerì che queste barriere coralline segnino il sito dell'isola sommersa di Hy-Brasil. Hy-Brasil è stata registrata su mappe del XV e XVI secolo ed è talvolta indicata come l'altra Atlantide.